# Leotròfides
Leotròfides (en llatí Leotrophides, en grec antic Λεωτροφίδης fou un poeta ditiràmbic atenenc de finals del segle V aC.
Va ser un dels poetes ridiculitzats per Aristòfanes (Els ocells 1405, 6). La seva figura així com la seva poesia el feien objectiu dels poetes còmics. A més d'Aristòfanes el mencionen Suides i Ateneu (Scholia in Aristophanes. l. c.; Suidas. s. v.; Deipnosophistae. 12. 551a. b).